# Uniforme de las SS

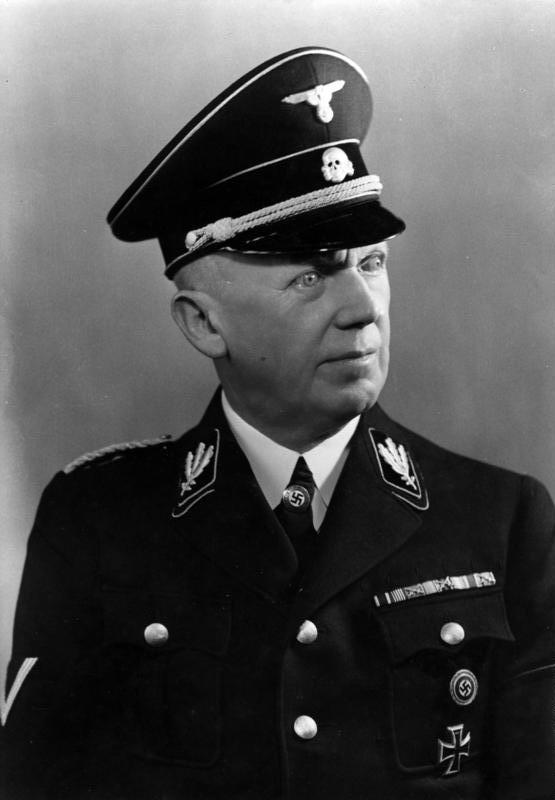
SS-Gruppenführer Hans Heinrich Lammers en el uniforme negro Allgemeine-SS de 1938

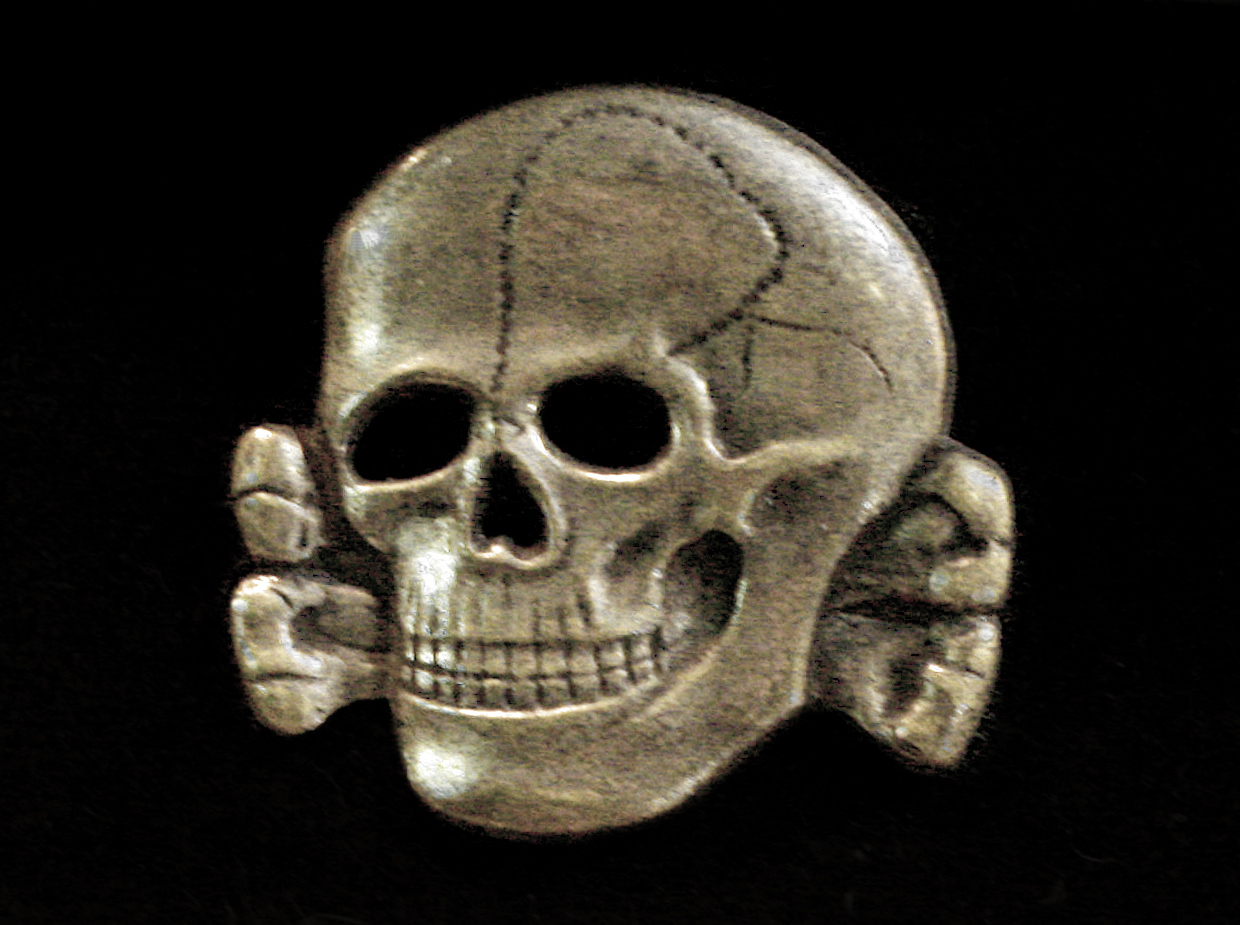
Segundo diseño de la Totenkopf o calavera de las SS, 1934-45

Los uniformes y distintivos de las Schutzstaffel (SS) fueron los uniformes y grados jerárquicos de tipo militar usados por las SS entre 1933 y 1945 para diferenciar esa organización de las fuerzas armadas militares regulares, el Estado alemán y el partido nazi.
Durante su existencia entre los años 1933 y 1945, las Schutzstaffel (SS) usó una variedad de trajes y uniformes. Algunos de estos diseños se consideran entre los más reconocibles uniformes en la historia moderna, después de haber sido fuertemente asociados con la Alemania Nazi y la Segunda Guerra Mundial.

## Diseño del uniforme y función
Aunque existieron diversos uniformes de las SS, a menudo dependiendo del escenario de guerra en el que se encontraron, el más conocido es el uniforme íntegramente negro. El negro se veía como algo sombrío y autoritativo. La conjunción de color rojo-blanco-negro era característico del Imperio Alemán, y fue más tarde adoptado por el partido nazi. Más aún, el negro era popular entre los movimientos fascistas y nacionalsocialistas: un uniforme negro fue introducido por los camisas negras en Italia antes de la creación de las SS. Había una razón tradicional, también. Lo mismo que la caballería guardiana de los emperadores y reyes prusianos (Leibhusaren) habían llevado uniformes negros con insignias de cráneos y huesos cruzados, así lo llevaría la unidad guardaespaldas del Führer. Como con muchos uniformes militares más formales, estos uniformes de las SS se diseñaron para proyectar autoridad, y crear miedo y respeto. En palabras de Heinrich Himmler, el Reichsführer-SS (Comandante en Jefe de las SS): "conozco a mucha gente que enferma cuando ve este uniforme negro; entendemos eso y no esperamos ser amados por mucha gente." 

## Historia
Durante la guerra, la fábrica textil alemana que con el tiempo se convertiría en la marca internacional de ropa para hombres Hugo Boss produjo cientos de uniformes de las SS usando trabajadores forzados.
Cuando empezó la guerra, no obstante, el uniforme negro se lució poco. Las unidades de combate del SS-Verfügungstruppe (SS-VT) y las posteriores Waffen-SS, llevaban una variación del uniforme del ejército (Heer) color verde-gris (feldgrau) con las insignias de las SS. La mayoría del personal de las SS lucieron variaciones del uniforme de las Waffen-SS o la guerrera de servicio de las SS verde-gris. Ramas con personal que normalmente llevarían un uniforme civil en el Reich (como la Gestapo y Kripo) fueron dotadas con uniformes de las SS verde-gris en territorios ocupados para que no se les confundiera con civiles.
Los uniformes de las SS usaron una variedad de emblemas, los más habituales parches en el cuello para señalar el rango y hombreras para denotar el rango y la posición, con bandas en las mangas y parches "diamante de manga" para indicar la pertenencia a una rama específica de las SS.
Para el año 1931, Himmler se sintió suficientemente seguro o independiente para reorganizar las SS, anteriormente un SA-Gruppe, en cinco SS-Gruppen divididos en varias Brigaden lideradas por el nuevo rango de Brigadeführer; su insignia era las dos hojas de robles de un Oberführer con una estrella.

### Los uniformes negros de las SS (1932-1934)
En 1932, las SS introdujeron su uniforme más famoso, el conjunto negro diseñado por Karl Diebitsch (más tarde se convertiría en SS-Oberführer) y el diseñador gráfico SS-Sturmhauptführer Walter Heck. La camisa siguió siendo marrón como un guiño a las SA, de las cuales las SS aún formaban parte nominalmente, pero todo el resto era negro, desde las botas altas hasta la nueva gorra estilo militar, aparte de la banda para el brazo de color rojo. A los hombres de las SS se les dotó también de sobretodos de lana de color negro para el tiempo inclemente, que del mismo modo llevaba la banda en el brazo, charreteras y parches en el cuello. Alrededor de esta época se añadió una hebilla de cinturón con el lema Meine Ehre heißt Treue ("Mi honor es mi lealtad") en su diseño fue producida por la firma Overhoff para reemplazar a la hebilla de las SA.
En 1933, la insignia con las  se introdujeron y con el tiempo fueron conocidas como el símbolo de todas las SS. El primer uso de las SS en runas fue como la insignia de una unidad limitada sólo a miembros del Leibstandarte Adolf Hitler que había transferido su cuartel general de Múnich a Berlín y había reemplazado a la Guardia de la Cancillería para convertirse en los principales protectores de Hitler.

### Uniformes de las SS anteriores a la guerra (1934-1938)
Un acontecimiento que alteró significativamente la estructura de rango e insignias de las SS fue la Noche de los cuchillos largos que aconteció en junio de 1934. Como resultado de la participación de las SS en la purga y ejecución del líder de las SA, las SS fueron declaradas una formación independiente del partido nazi y varios de sus rangos fueron rebautizados completamente para separar a las SS de sus orígenes SA.

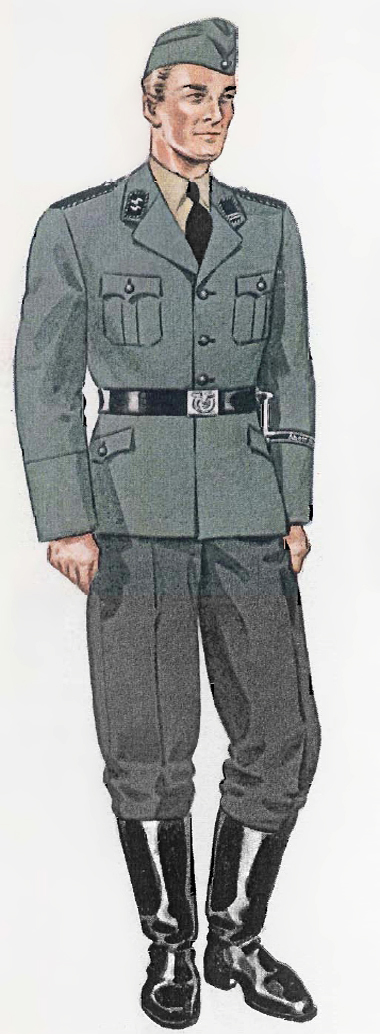
Uniforme de servicio gris de las SS, 1937

Tras la Noche de los cuchillos largos, las SS se hicieron cargo de los campos de concentración y los guardias de los campos empezaron a llevar la Totenkopf ("calavera") en el parche del cuello derecho, para distinguirse de los Allgemeine-SS Standarten. Alrededor de 1935, el uniforme negro demostró que era poco práctico para llevarlo de servicio, el Inspectorado de los Campos de Concentración adoptaron un uniforme de trabajo en "marrón-terroso" (erdbraun), que era idéntico en el corte a la guerrera negra salvo por las hombreras a ambos lados. En marzo de 1936, el "servicio" de campo fue formalmente establecido como la tercera rama de las SS, la Totenkopfverbände o unidades de la calavera.
Aproximadamente en la misma época, y por razones parecidas, las formaciones de las SS militares (la Leibstandarte SS Adolf Hitler y la SS-Verfügungstruppe) adoptaron un uniforme de servicio en lo que se llamón "gris-terroso" (erdgrau).
El uniforme gris pálido tiene exactamente el mismo corte como el negro, pero sin el brazalete rojo Hakenkreuz, sustituido por un águila roja, con la esvástica en el brazo. Llevaba pantalones y zapato o bota militar hasta la pantorrilla. La idea era aproximarse más al uniforme militar con el fin de reflejar la posición de las SS como la columna vertebral del aparato de seguridad de un país en guerra o para señalar la plena identificación entre el partido y el Estado. En junio de 1938 este uniforme fue autorizado para equipos de Allgemeine-SS todo el tiempo; el LSSAH y SS-VT luego adoptaron hombreras estilo militar para distinguirse de las SS generales y enfatizar su papel militar.

### Uniformes de las SS durante la Segunda Guerra Mundial (1939-1945)
Cuando empezó la Segunda Guerra Mundial en 1939, los uniformes grises de servicio Allgemeine-SS asumieron una apariencia más militar con la opción algo ad-hoc de las hombreras al estilo de la Wehrmacht, excepto para los generales de las SS, quienes, hasta 1942, siguieron llevando hombreras de las SS plateadas estrechas trenzadas. El uniforme negro cada vez se vio menos, al final sólo se llevaba a tiempo parcial por los reservistas Allgemeine-SS. El último acontecimiento ceremonial en el que se vieron uniformes negros en masa fue en el desfile de la victoria en Berlín después de la caída de Francia en junio de 1940. 
En 1942, Himmler ordenó recoger la mayor parte de los uniformes negros y despojados de sus insignias. Se enviaron al este para que los usaran unidades de policía auxiliares locales y al oeste para que lo usaran unidades de las SS germánicas como las de Holanda y Dinamarca.
En 1937, la LSSAH y SS-VT habían adoptado el uniforme de campo feldgrau (verde-gris) de cuello cerrado para equipamiento de combate, que con el estallido de la guerra se convirtió en el uniforme estándar de lo que pronto serían las Waffen-SS. Este feldanzug era muy parecido al uniforme de campo del ejército modelo 1936; sin embargo, la versión de las SS tenía un cuello algo más ancho en feldgrau (verde-gris) más que verde botella Heer, los bolsillos inferiores eran del tipo de las SS cortados en ángulo, y el segundo botón se colocó más abajo para permitir el cuello opcionalmente abierto con una corbata como los uniformes de servicio. La rama Totenkopf, que fue designado la reserva para las Waffen-SS, también adoptó este uniforme. 
Los proveedores de uniformes de las SS no pudieron seguir el ritmo de la demanda en tiempos de guerra y, como resultado de ello, las Waffen-SS y Totenkopfverbande frecuentemente llevaron uniformes de cualquier almacén del ejército, con el añadido de las insignias de las SS. A mediados de la Segunda Guerra Mundial podía ser observada una amplia variedad de uniformes, incluso dentro de la misma unidad, y la estandarización nunca fue completa reutilizándose uniformes. Los soldados en combate, lejos de cualquier línea de aprovisionamiento, combinarían partes de uniformes e insignias dependiendo de su disponibilidad.

## Rangos e insignias de la Policía
Artículo principal: Rangos e insignias de la Ordnungspolizei
En 1936, la policía regular alemana, anteriormente agencias de los Länder o estados, fue nacionalizada y colocada bajo Himmler, quien fue nombrado Chef der Deutschen Polizei. La policía uniformada ordinaria se llamaba Ordnungspolizei ("Policía del Orden"). Conocida como la OrPo, la Ordnungspolizei mantuvo un uniforme separado, sistema de insignias y rangos de la OrPo. También era posible que los miembros de las SS tuvieran doble estatus tanto en la OrPo como en las SS, y los generales de las SS fueron referidos simultáneamente por ambos títulos de rango. Por ejemplo, un Obergruppenführer en las SS, que también era un general de policía, sería referido como Obergruppenführer und General der Polizei. A fines de 1939, el personal de la OrPo se formó en una división de combate, reconocible por el uso de insignias de policía; en 1942, esta formación fue absorbida por las Waffen-SS para convertirse en la 4.ª División SS Polizei.

## Uniformes de lasSS Germánicasy rango de unidades extranjeras
Artículo principal: SS Germánicas
Los uniformes de las SS Germánicas fueron versiones modificadas de los uniformes negros originales de las Allgemeine-SS y fueron utilizados estrictamente por las SS Germánicas en los países ocupados. Estas unidades fueron provistas con uniformes negros excedentes, sobre los cuales se exhibieron insignias específicas del país. Esto llevó a una gran variedad de títulos, insignias y rangos según el país de origen, aunque estandarizados en toda las SS Germánicas fueron las insignias de rango y las hojas de roble utilizadas por las propias SS. Las SS Germánicas dejaron de existir a fines de 1944, después de lo cual la mayoría de sus miembros se convirtieron en legiones extranjeras de las Waffen-SS.
Al igual que con los títulos de las SS, los reclutas de países no germánicos tenían el título "Waffen" prefijado a su rango. Por ejemplo, un Unterscharführer en las legiones extranjeras sería referido como Waffen-Unterscharführer mientras que un miembro regular de las SS sería tratado como SS-Unterscharführer. Esto ayudó a indicar reclutas no nativos, o a separar individuos germánicos en las divisiones compuestas principalmente de no germánicos.